# Arquitetura neoclássica na Itália

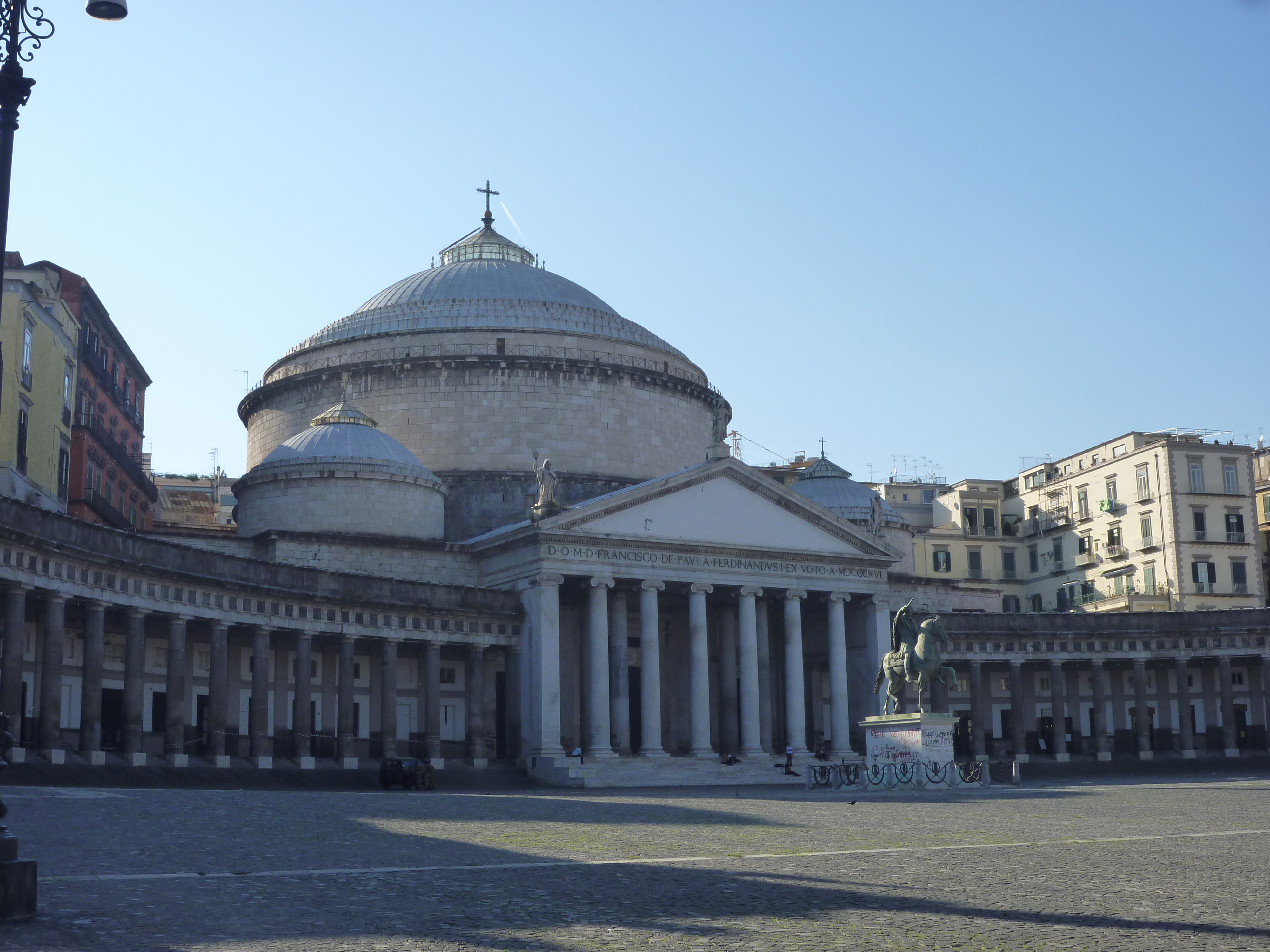
Fachada da Basílica de San Francesco di Paola e a Praça do Plebiscito, em Nápoles

A arquitetura neoclássica na Itália é, tanto na península como em todos os países ocidentais, a fase da história da arquitetura que, após a era barroca e rococó, se voltou para recuperação dos ideais e gramática formal clássicos da Grécia e Roma Antiga. Influenciado pela atractividade da mitologia que reinava à época da Grand Tour sublinhando a formação de gerações de novos artistas e toda uma classe social, desde a aristocracia à alta burguesia, o estilo desenvolveu-se durante a segunda metade do século XVIII. O fenómeno prorroga-se até ao século XIX e é difícil determinar as datas específicas: o neoclassicismo, na verdade, coincide com o ecletismo, acabando por deixar o seu testemunho na arquitectura contemporânea.
Na Itália, constata-se a construção de alguns edifícios clássicos na segunda metade do século XVIII. Todavia, o neoclassicismo não se afirmaria uniformemente por todo o país, na época ainda dividido numa série de pequenos estados, na sua maioria sob o controlo de governos estrangeiros. Em Roma, por exemplo, foram realizados extraordinários monumentos ainda algo ressentidos da cultura barroca e rococó (tal como a Piazza di Spagna e a Fontana di Trevi) em Piemonte, encontra-se os trabalhos de Filippo Juvarra e Bernardo Antonio Vittone; no reino de Nápoles, foram designados o Ferdinando Fuga e Luigi Vanvitelli para a construção do Real Albergo dei Poveri e Reggia di Caserta, respectivamente; Veneto, por outro lado, estava ainda sob a influência palladiana. Importantes edifícios religiosos foram igualmente construídos ou reestruturados ao estilo neoclássico, entre os quais a Cattedrale della Santa Croce em Forlì, Emília-Romanha; ou a Catedral Novara, em Piemonte.

## Contexto histórico

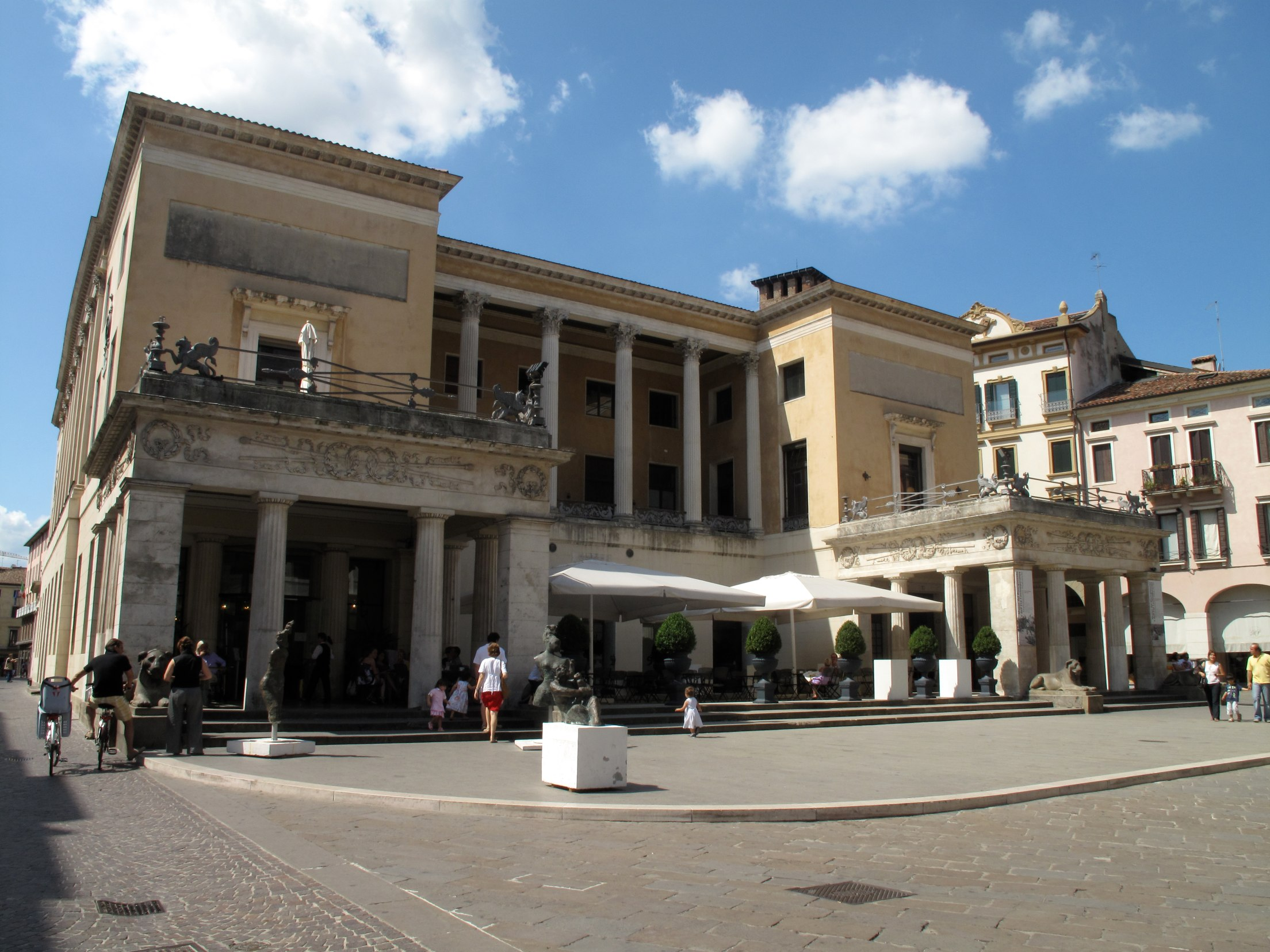
Giuseppe Jappelli, Caffè Pedrocchi, Padova

Os complexos acontecimentos que afectaram às regiões italianas, entre o final do século XVIII e princípios do XIX, foram substancialmente diferentes na fase pré-revolucionária (século XVIII), na fase revolucionária que coincidiu com a ocupação francesa, e na Restauração, uma terceira fase que precedeu a anexação ao Reino de Itália.
Com a Revolução Francesa as relações entre os Estados Pontifícios e França deterioraram-se consideravelmente. Durante a campanha de Itália de 1796 os territórios da Igreja foram invadidos e a cidade de Roma foi ocupada. Foi declarada a república Romana, o papa Pio VI foi deportado, primeiro para Toscana e depois para França. O novo pontífice, Pio VII, conseguiu voltar a Roma quando as forças da coalizão prevaleceram sobre as francesas. Entretanto, Napoleão Bonaparte substituiu o impulso revolucionário com a ideia de estabelecer um império mundial; com o propósito de estabelecer a unidade religiosa, estipulou uma concordata com a Igreja, mas ante a negativa do papa em manter-se contra dos inimigos de França, os Estados Pontifícios foram reocupados até à rendição de Bonaparte.
Os primeiros conflitos entre França e o reino de Nápoles tiveram lugar em 1793; em 1796 concluiu-se um armistício, mas em 1799 Nápoles e o seu reino foram invadidos pelo exército francês. No marco revolucionário, estabeleceu-se em 1799 a república Napolitana, que foi violentamente reprimida em poucos meses e sucedida pela primeira restauração borbónica. Em 1801, o reino assinou um tratado de neutralidade com França, mas a violação do pacto provocou a segunda ocupação francesa da cidade e queda de Fernando IV, com a ascensão ao trono de José I Bonaparte. Bonaparte governou o estado entre 1806 e 1808, até ser substituído por Joaquim Murat, que ali permaneceria até 1815, no ano da segunda restauração borbónica.

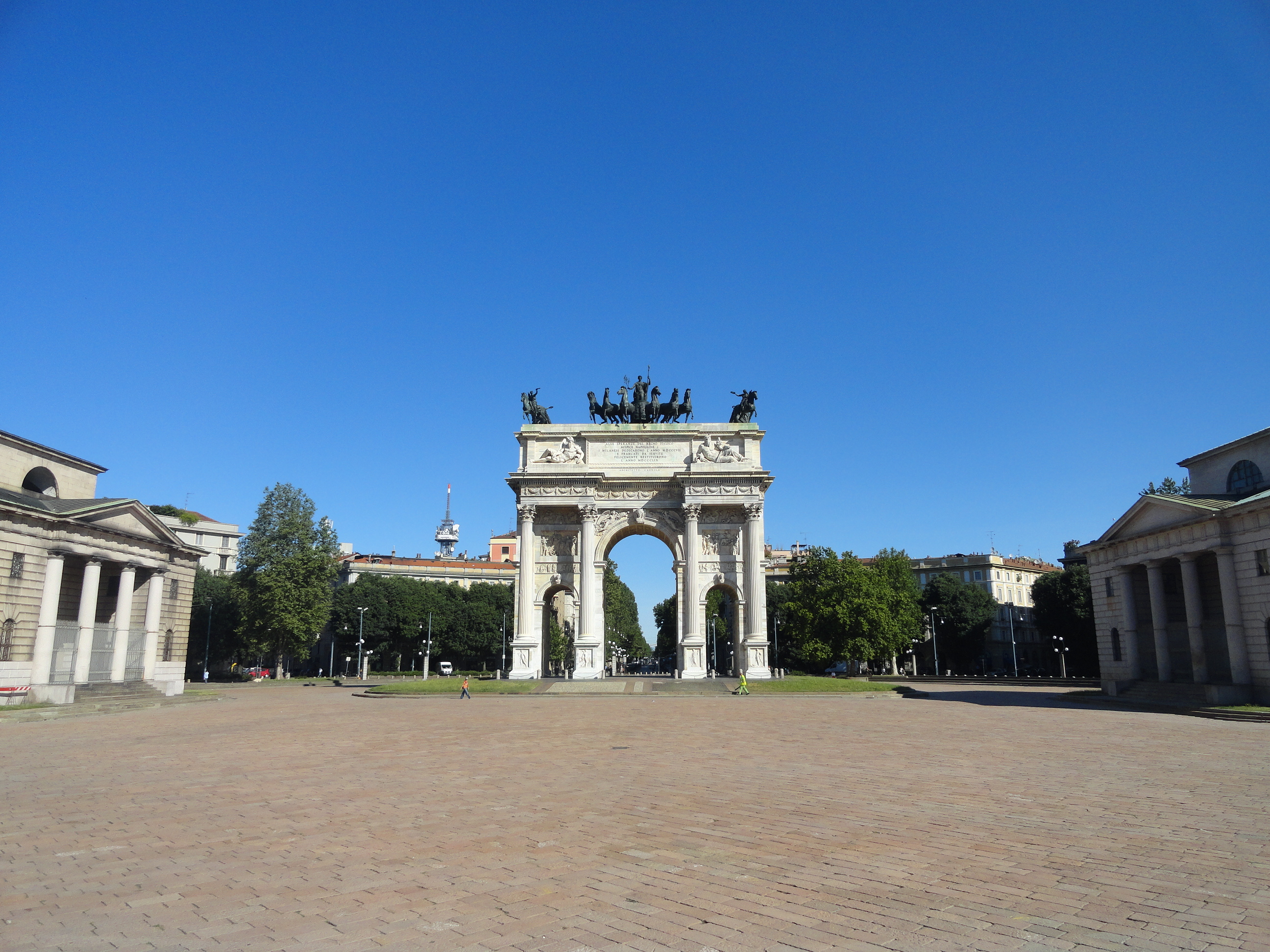
Luigi Cagnola, Arco della Pace, Milão

A República de Veneza deixou de existir em 1797. Foi ocupada pelas tropas napoleónicas, mas parte do seu território foi devolvido ao Império austríaco após o Tratado de Campoformio. A mudança de regime provocou uma grave crise económica. Com o regresso dos franceses as coisas melhoraram; Veneto foi anexado ao reino de Itália, no entanto, com o Congresso de Viena o território unificado de Lombardia-Veneto ficou sob comando austríaco.

## As variantes regionais

### Veneto

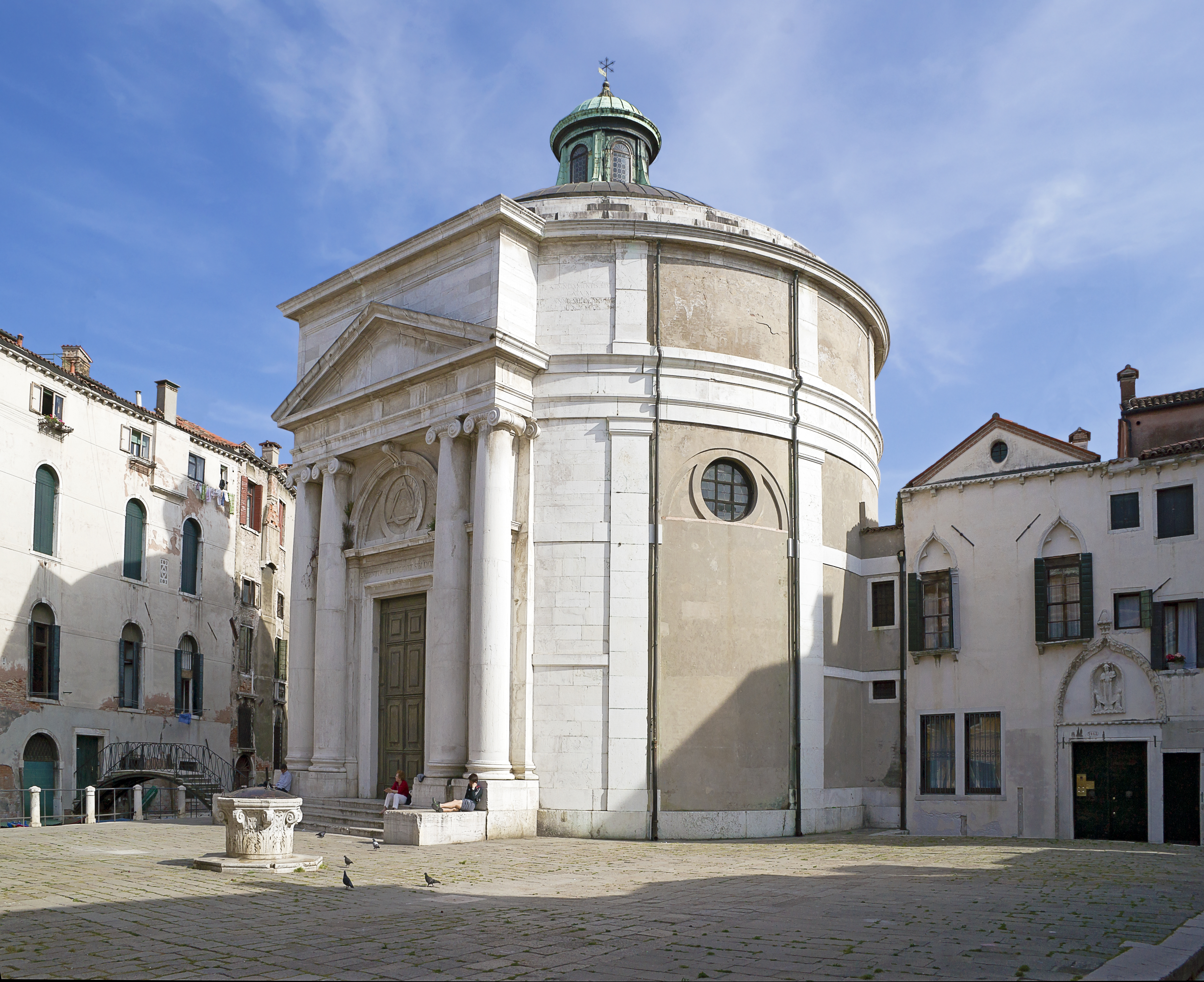
Tommaso Temanza, igreja da Madalena, Veneza

Embora grande parte da critica sustente que o neoclassicismo italiano teve sua origem em Roma, foi no entanto em Veneto que já na primeira metade do século XVIII começou lentamente a tomar forma um gosto arquitetónico mais de acordo com as tendências européias. Embora seja difícil estabelecer ao certo no nascimento de uma orientação neoclássica, o Museu Lapidário Maffeiano de Verona, concluído em 1745 por Alessandro Pompei (1705-1782), pode ser considerado uma antecipação do Neoclassicismo.
Ao mesmo tempo, Veneza desempenhou um papel importante na elaboração teórica dos princípios neoclássicos, com a presença de Carlo Lodoli e Francesco Algarotti, defensores de ideias funcionalistas e anti-barrocas que operavam num contexto agora largamente dominado pelo legado de Palladio, sem poder exercer muita influência sobre os contemporâneos. Em Veneza, no entanto, é possível identificar uma linha arquitectónica com uma certa consistência, encontrada já no pórtico da igreja de San Nicola da Tolentino (1706-1714) por Andrea Tirali, à qual se seguiram as igrejas de San Simone Piccolo por Giovanni Antonio Scalfarotto e da Santa Maria Madalena (1780) por Tommaso Temanza, que já em 1748 havia proposto uma fachada de cunho racional para a igreja de Santa Margherita, em Pádua. A igreja de Madalena, em particular, pode ser entendida como um manifesto das novas tendências. Asperamente criticado pelos contemporâneos pela sua excessiva "paganidade", foi concebida como um volume cilíndrico compacto, em torno do qual circundam os espaços irregulares do antigo tecido urbano veneziano.

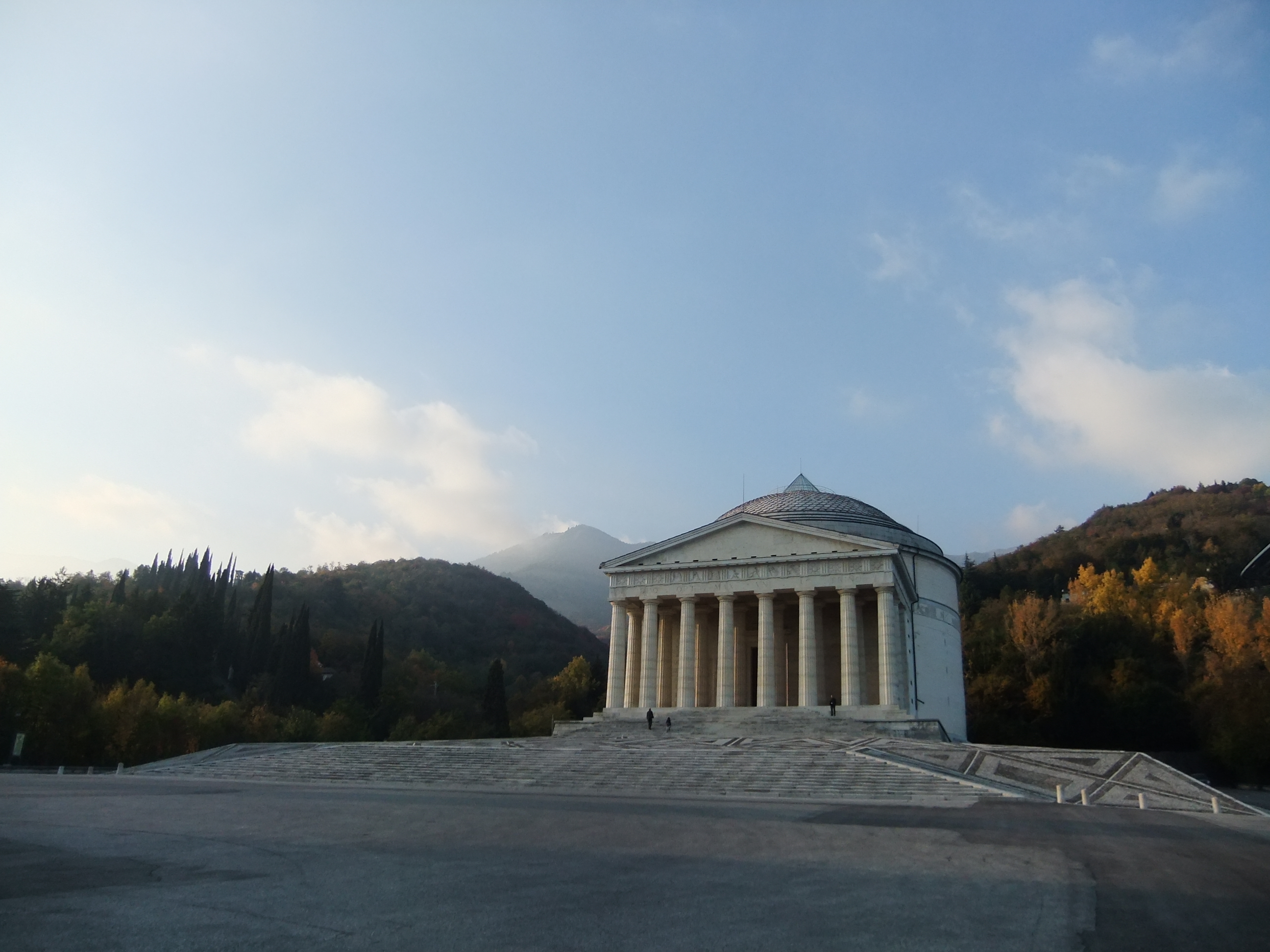
Giannantonio Selva (?), Tempio Canoviano, Possagno

O principal arquiteto dessa renovação foi contudo Giannantonio Selva (1751-1819). No seu projeto para o Teatro La Fenice em Veneza (1790-1792), soube explorar a conformação irregular do lote com racionalidade, conseguindo uma qualidade acústica e visual impecável. Selva também trabalhou nas igrejas venezianas de San Maurizio (1806) e no Nome di Gesù (1815), mais tarde acabadas pelo estudante Antonio Diedo ; com Diedo ele projetou a fachada da Catedral de Cologna Veneta (1810-1817) e o Templo Canoviano em Possagno (1819-1833), uma feliz fusão entre os modelos do Partenon e do Panteão, cuja atribuição é todavia incerta. Os seus edifícios, bem proporcionados e baseados em poucos temas, excederam o interesse provincial.
No início do século XIX, a maior parte dos encargos foram confiados a arquitetos estrangeiros, como Giuseppe Soli, autor do lado ocidental da Praça de São Marco, e Lorenzo Santi, que renovou o Palácio Patriarcal. 
Depois do intervalo napoleônico, Giuseppe Jappelli (1785-1852) afirmou-se; aluno de Selva, a deve sua fama ao Caffè Pedrocchi e ao Pedrocchino de Pádua, um edifício ecléctico em que se acoplam formas neogóticas. Também trabalhou em numerosas vilas venezianas, mostrando um estilo bem definido e competente, digno do neoclassicismo internacional.

### Roma

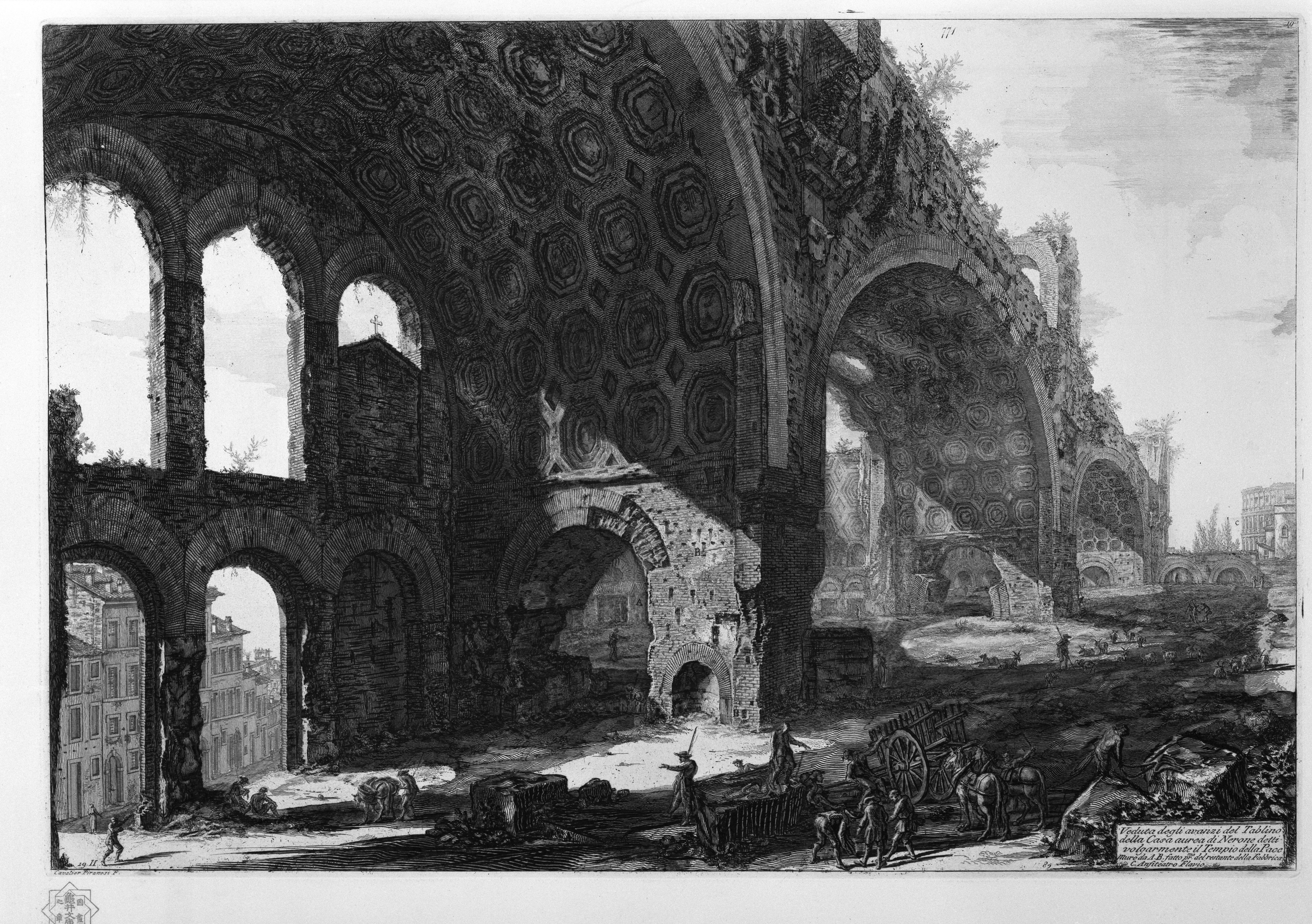
Giovanni Battista Piranesi, gravura reproduzindo a Basílica de Maxêncio, Roma

Em Roma, após o extraordinário período barroco e tardo-barroco que deu os seus frutos até às primeiras décadas do século XVIII, não houve grande atividade. Em todo caso, a cultura teórica de Veneto encontrou no entanto em Roma um ponto de referência: a admiração por Palladio e o estudo do mundo antigo convergiram numa única linha cultural. De resto, em 1740, Giovanni Battista Piranesi (1720-1778) chega à capital dos Estados Pontifícios a partir de Veneza; o estudo das descobertas romanas impulsionou um estímulo entusiasmante para a sua produção incisiva, com a elaboração de obras que influenciarão grandemente a cultura neoclássica. No entanto, a sua produção arquitectónica foi limitada: a igreja de Santa Maria del Priorato (1764) surge como um edifício muito tradicional, cheio de decorações absolutamente distantes da serenidade helénica almejada por Johann Joachim Winckelmann. Outro veneziano, Giacomo Quarenghi (1744-1817), antes de partir para a Rússia, reconstruiu a Catedral de Santa Scolastica em Subiaco, num paladianismo simplificado revisitado a partir do conhecimento de monumentos antigos.
O marquês Carlo Marchionni (1702–1786) tornou-se activo na segunda metade do século, tendo sido chamado para construir a vila do cardeal Albani. Caracterizada por um neocinquecentismo redundante, a residência pode ser considerada um palco para as novas tendências da arquitetura romana;  basta pensar que o seu cliente foi um grande coleccionador de achados arqueológicos, promotor de expedições para escavação, a cujos méritos se acrescenta o facto de ter nomeado Winckelmann como seu próprio bibliotecário. No entanto, o nome de Marchionni está relacionado sobretudo ao da Sacristia de São Pedro no Vaticano, uma obra infeliz, excessivamente extravagante, que sofreu duras críticas do único erudito italiano de certa importância, Francesco Milizia. Milizia era de fato um admirador da simplicidade da arte grega e das grandes obras públicas romanas. Apoiou a ideia da arquitetura como uma arte racional a serviço da sociedade civil; Um aspecto interessante da sua forma de pensar foi, contudo, o de não excluir, nas intervenções urbanísticas, a necessidade do diferente, do irregular, porém controlado e não espontâneo, a fim de evitar o risco da monotonia.

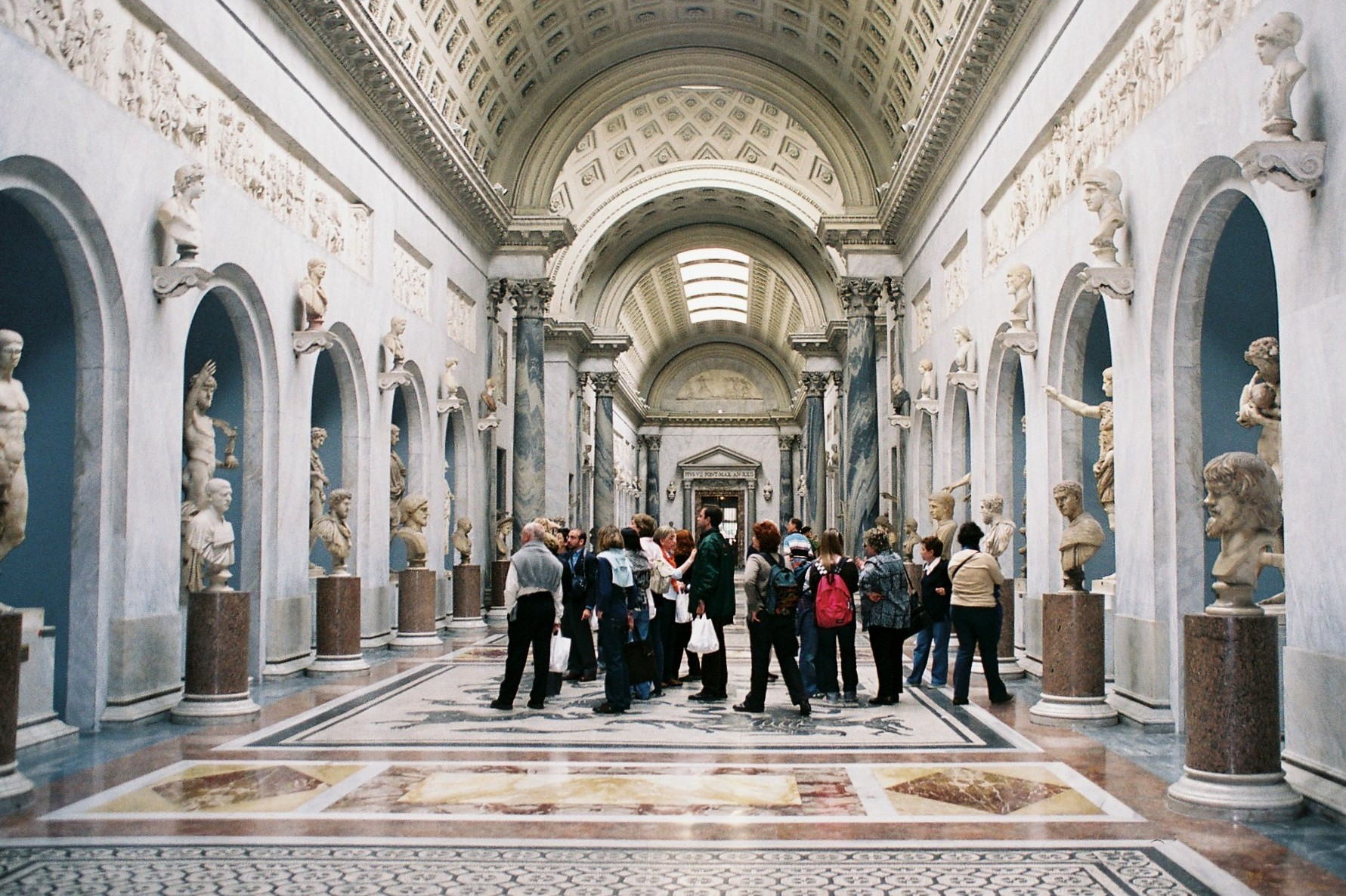
Raffaele Stern, Braccio Nuovo dos Museus do Vaticano, Roma

O verdadeiro Neoclassicismo chegou a Roma com Giovanni Battista Visconti, Comissário de Museus e Superintendente de Antiguidades, sucedeu Winckelmann após 1768. Visconti promoveu uma série de transformações significativas nos Museus Vaticanos, que começaram com a alteração do pátio octogonal por Alessandro Dori, mais tarde substituído por Michelangelo Simonetti. Depois de 1775, sob o papado do papa Pio VI, o trabalho recomeçou com maior vigor. Num projeto do próprio Simonetti e Pietro Camporese, foram adicionadas imponentes salas de museu, como a de Musa, a sala de cruz grega e a escadaria de acesso. Entre 1817 e 1822, Raffaele Stern criou o chamado Braccio Nuovo. Em conjunto, esses ambientes constituem uma sequência de diferentes espaços, todos caracterizados por uma insolita exatidão arqueológica, que, no entanto, será dificilmente aplicável a obras menores.
A ocupação francesa de Roma coincidiu com a afirmação de um estilo neoclássico seguro e fácil de imitar. Giuseppe Valadier (1762-1839), que trabalhou extensivamente nos Estados Pontifícios e, em particular, em Urbino, onde restaurara o Duomo no estilo neopalladiano, tornou-se a principal figura de referência. A dupla condição de bom católico e de ser origem francesa, justificar o sucesso do arquiteto, pelo menos no momento inicial da sua carreira. Valadier esteve envolvido na restauração do Coliseu, do Arco de Tito, do Panteão e da Ponte Milvio, dedicando-se também aos projetos de Villa Torlonia, Caffè del Pincio, da fachada de San Rocco e da sistematização da Piazza del Popolo. considerada uma obra-prima do neoclassicismo italiano do ponto de vista urbanístico.

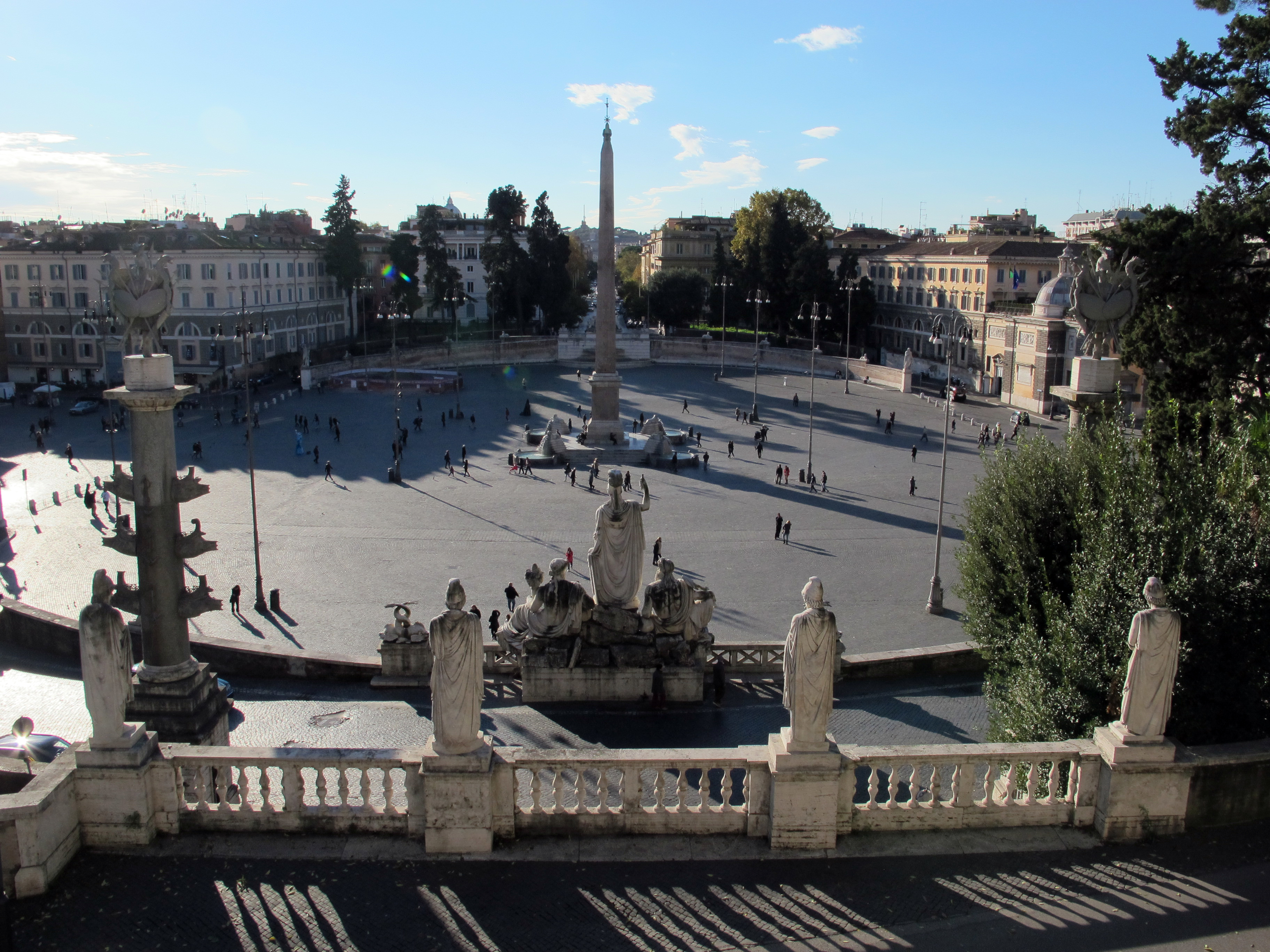
Giuseppe Valadier, sistematização da Piazza del Popolo, Roma

Antes da intervenção de Valadier, a piazza del Popolo aparecia como um espaço caótico, ainda que fortemente caracterizado, compreendido entre a Porta del Popolo e a igreja barroca de Carlo Rainaldi. Em 1793, tendo em conta as indicações de um concurso feito vinte anos antes, o arquiteto apresentou uma primeira proposta para a sistematização da praça, caracterizada por um espaço arquitectónico em forma de trapézio, com grandes edifícios destinados ao imobiliário, blindados por duas ordens de colunas. A este projeto seguiu-se um segundo, no qual a planta trapezoidal se manteve, mas em vez dos longos edifícios previstos na solução inicial, foram inseridas duas cancelas, além das quais eram previstos grandes jardins. O projeto final, que foi afetado por algumas mudanças introduzidas por Louis-Martin Berthault, foi aprovado em 1813. Valadier confere à praça uma forma elíptica, com a inclusão de dois muros monumentais, simetricos, ao lado das igrejas germinadas de Rainaldi; além disso ligou os dois hemiciclos com a Via del Babuino e di Ripetta graças à presença de novos edifícios, e à análoga simetria dada ao lado voltado para a Basílica de Santa Maria del Popolo. Como tem sido observado pelos críticos, na Piazza del Popolo o neoclassicismo não se tornou o elemento dominante, mas contribuiu para a perfeita coexistência entre as diferentes emergências arquitetônicas.
Nos anos pós-unificação, a nova estrutura político-cultural do Reino da Itália acabou por favorecer o estilo neo-renascentista. As razões podem estar, em primeiro lugar, no carácter fortemente nacional representado pela arquitetura renascentista; em segundo lugar, este estilo adaptava-se perfeitamente à construção de edifícios civis, que constituíam a tipologia de construção mais em voga na época.  Em todo caso, o ambiente de celebração da capital do estado unitário coincidiu com uma série de intervenções fora de escala, não sendo possível classificá-las a rigor na corrente neo-renascentista. O Monumento a Vítor Emanuel II, de Giuseppe Sacconi, testemunha o nível médio da cultura arquitectónica da época; uma cultura fundada, de um lado, numa forte base classicista tradicional e, de outro, procurando inovações, que podem ser vistas, por exemplo, no trabalho de Charles Garnier. Não é por acaso que o monumento foi concluído apenas em 1911, no ano da Exposição Mundial e no início do sonho imperial.

### Nápoles

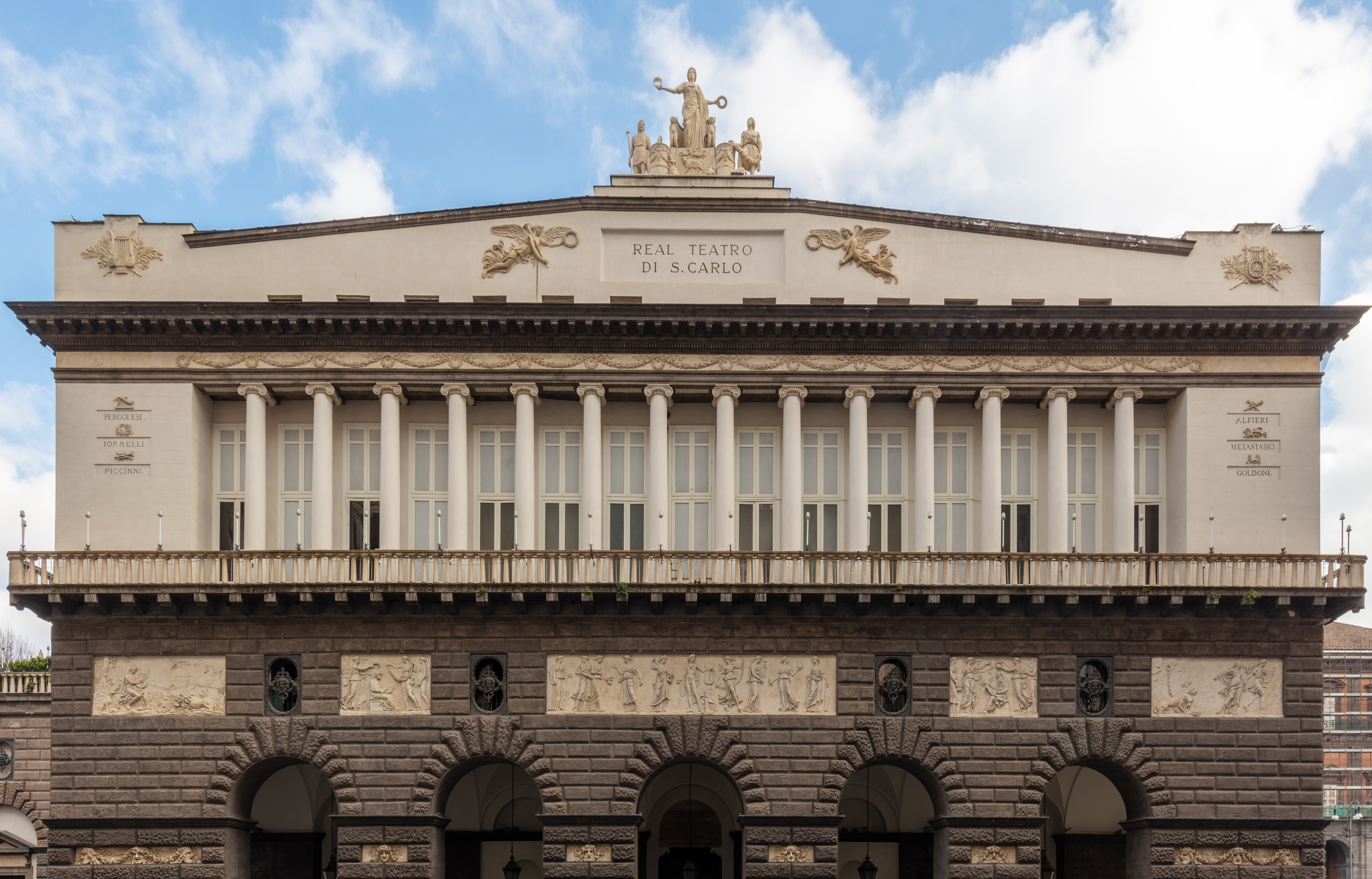
Antonio Niccolini, Teatro San Carlo, Nápoles

À fase setecentista do neoclassicismo napolitano  pertence a colónia agrícola de San Leucio que surge a partir de 1773 por vontade de Fernando IV, a poucos quilómetros da capital do reino. A colónia pode ser considerada um elo na corrente de utopias dos séculos XVIII e XIX.  O seu ordenamento era  baseado num código que sancionava o direito e o dever do trabalho, bem como a igualdade de todos os colonos; a remuneração era efectuada com uma crescente remuneração com base na capacitação laboral. Além disso, foram abolidos os dotes matrimoniais e havia um sistema mutualista de assistência para os doentes e idosos.  O governo foi confiado a representantes do povo, mas a constante presença do rei em San Leucio evidenciava porém todo o absolutismo do soberano.  A composição urbana da colónia foi criada por Francesco Collecini (1723-1804), que se baseou numa rígida ordem simétrica.  Do ponto de vista arquitectónico, as casas expressavam um carácter rústico,  sólido.  O edifício principal, composto pelo Belvedere, continha a escola, a igreja, a residência real, a residência dos principais cidadãos, os depósitos e os equipamentos fabris. A frente meridional, caracterizada por grandes aberturas envidraçadas, lesenas clossais e um alto tímpano, testemunha um gosto classicista derivado do trabalho de Luigi Vanvitelli.

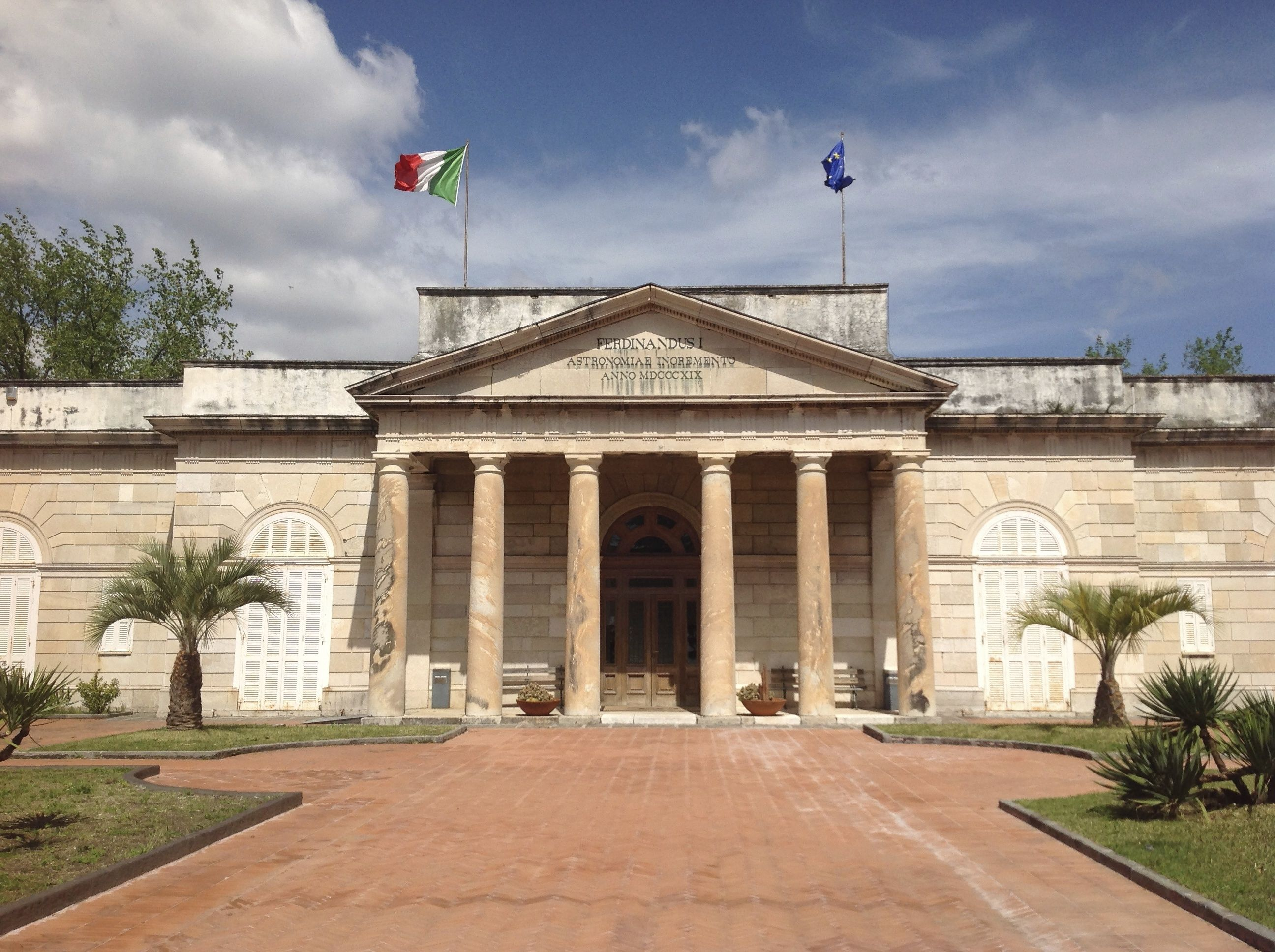
Stefano Gasse, Observatório Astronómico de Capodimonte, Nápoles

A ruptura mais marcante com a tradição barroca destaca~se na produção arquitectónica feita durante a década francesa (1806-1815). A este período são atribuídos uma série de importantes eixos rodoviários, o cemitério de Poggioreale , a fachada do Teatro San Carlo e o início das obras para o alargamento do Palazzo (posteriormente Praça do Plebiscito). A restauração borbónica deve-se à conclusão do largo do Palazzo, com a Basílica de São Francisco de Paula, a reconstrução do Teatro San Carlo após o incêndio que em 1816 destruiu as estruturas do século XVIII, a conclusão do Jardim Botânico de Nápoles e do Observatório astronómico de Capodimonte (este último por Stefano Gasse ), bem como as obras para a Sala do Trono da Reggia di Caserta e para a reorganização do Palácio Real conduzido por Gaetano Genovese.
A fachada do Teatro San Carlo, iniciada em 1810 pelo toscano Antonio Niccolini , é estritamente francesa e florentina, com uma simples colunata jónica disposta sobre a parte superior dum um alto pórtico inspirado na fachada da Villa di Poggio Imperiale em Florença, em grande parte projetada alguns anos antes por Pasquale Poccianti.  Nos anos seguintes, a atividade de Niccolini foi intensa: ele projetou o complexo da Villa Floridiana em Vomero , dentro do qual construiu a Villa Lucia,  projetou a nova fachada do Palazzo Partanna na piazza dei Martiri,  foi contratado para reedificar o interior do Teatro San Carlo após o incêndio de 1816 e também se dedicou a numerosos projetos, entretanto não realizados, para a recuperação do Palácio Real.

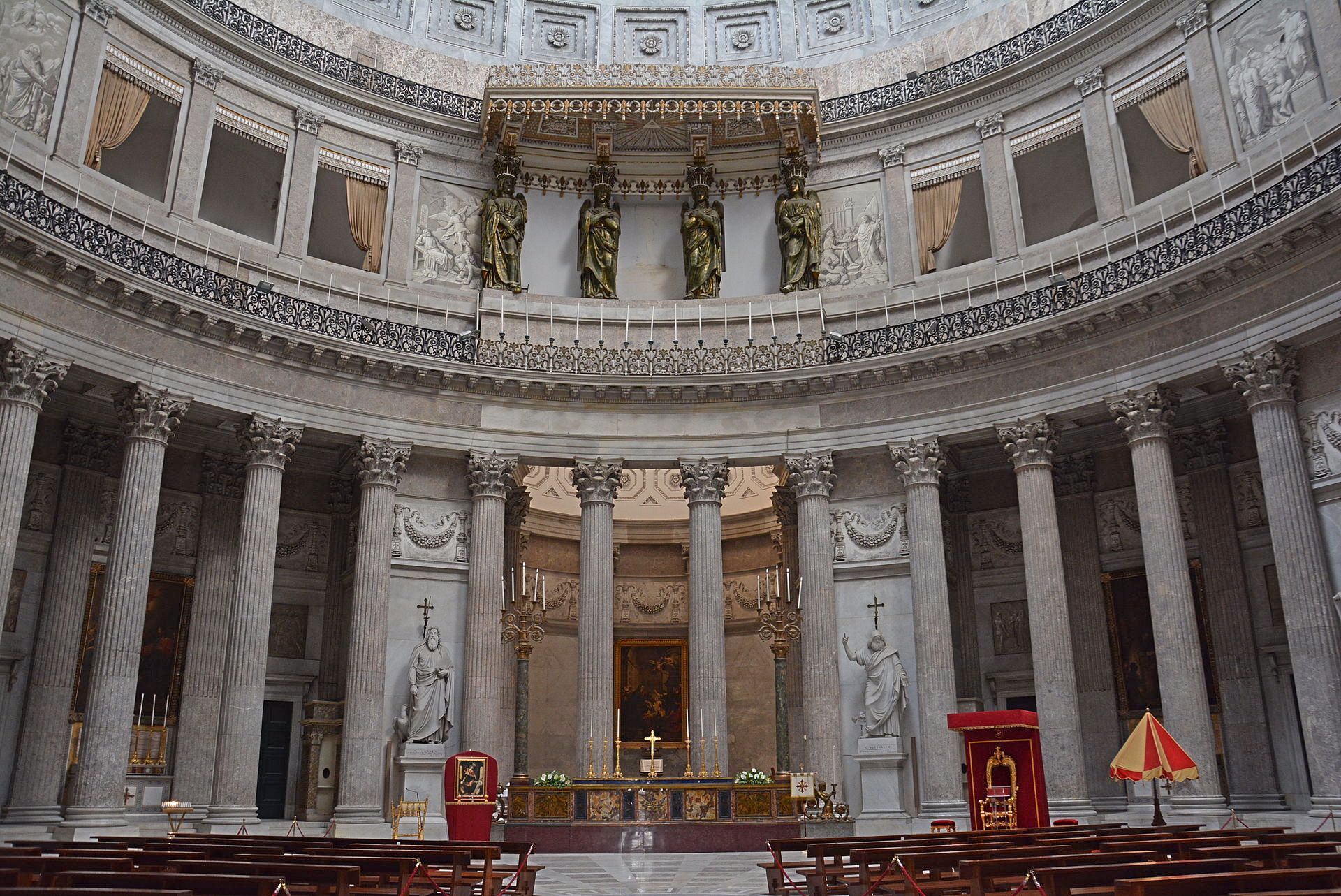
Pietro Bianchi, Basílica de San Francesco di Paola, Nápoles

A igreja de São Francisco de Paula, por outro lado, está entre as mais importantes construções arquitectónicas sagradas desse período, tanto que é considerada pelos críticos como "a mais rica e fidedigna das novas igrejas italianas". A sua construção, relacionada com as complexas vicissitudes políticas do Reino de Nápoles, foi incorporada como coroamento do Largo di Palazzo. A primeira ideia para ordenar a praça que se abria frente ao Palácio Real foi de Giuseppe Bonaparte, mas o início das obras deve-se a Gioacchino Murat, que em 1809 anunciou um concurso para o respectivo projeto. No concurso foi o projecto de Leopoldo Laperuta que venceu, com uma colunata elíptica em frente ao Palácio Real.  Com a Restauração dos borbónicos de Nápoles, o rei Fernando queria dar maior destaque ao templo que deveria estar no centro da colunata.  Foi anunciada um segundo concurso em que, depois de várias controvérsias, se destacou no projeto do arquiteto de Lugano, Pietro Bianchi (1787-1849). Bianchi fez uma igreja fortemente inspirada no Panteão de Roma, diferenciando-a apenas nas suas proporções e na presença de duas cúpulas menores nas laterais da cúpula principal.  O efeito geral foi capaz de graduar a transição entre a ordem monumental da praça e os confusos blocos habitacionais localizados na encosta do Pizzofalcone.  O interior da igreja, no entanto, é mais pobre do que o exterior, fazendo sobressair uma frieza comemorativa na rica decoração em mármore, estuque e guinaldas.  Este óbvio desfasamento criou a dúvida de que o neoclassicismo se adequava melhor à arquitectura das vilas, palácios, teatros e residências reais do que com a arquitectura das igrejas; por este motivo, um pouco mais tarde, a arquitetura eclesiástica voltou-se para o neogótico.

### Sicília

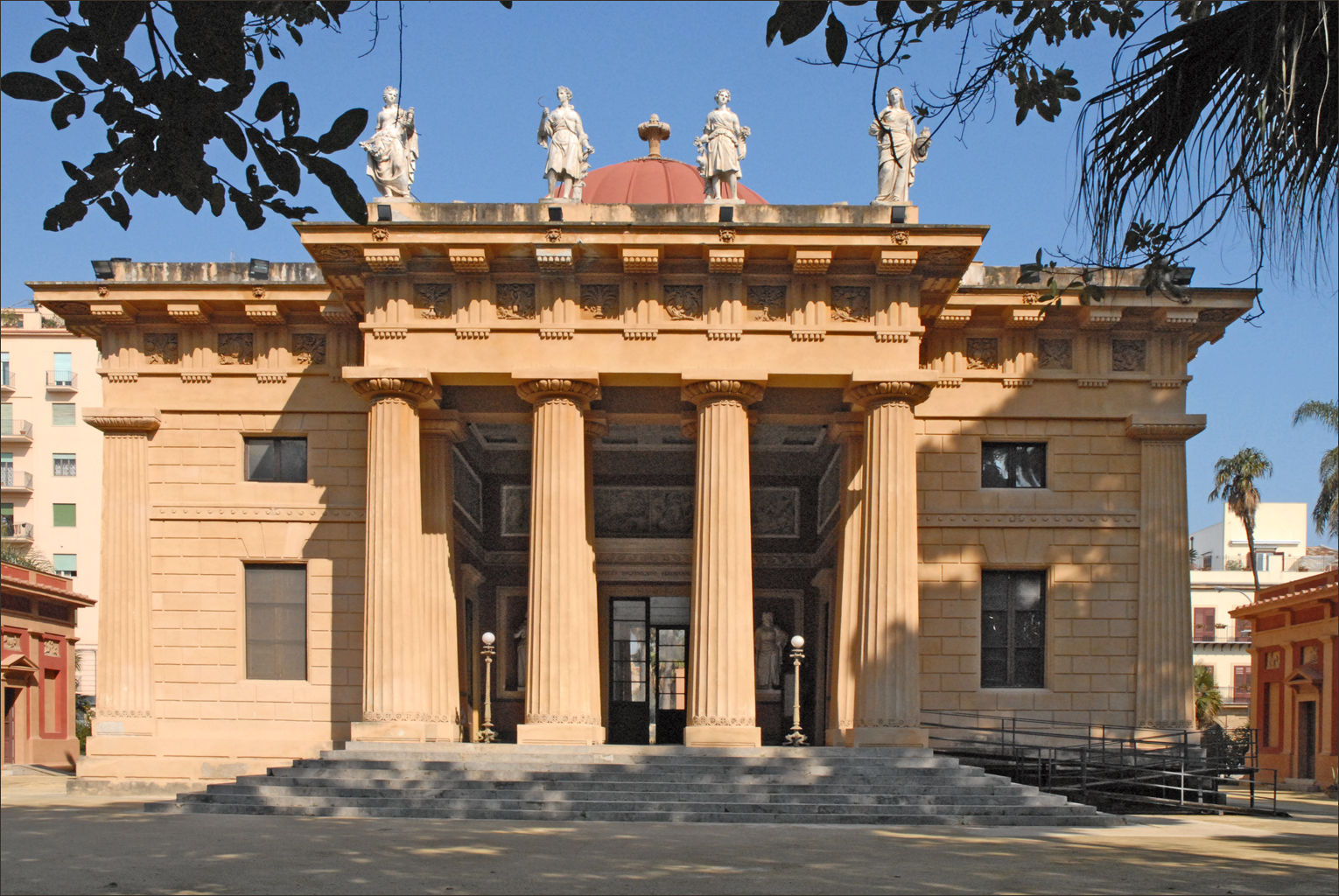
Léon Dufourny, Jardim botânico, Palermo

Ligada à atividade de Nápoles, mas distinta desta, é a siciliana. Em ambas as áreas geográficas, apesar das descobertas arqueológicas e do debate que delas se seguiu, o neoclassicismo não conseguiu estabelecer-se em larga escala.  Nos grandes centros urbanos, graças às altas comissões, houve projectos inovadores de grande significado arquitectónico, enquanto que nos centros mais pequenos esta realidade ficaria limitada à tipologia insular estabelecida.
Em Palermo , já em 1750, foi concluído o Palazzo Isnello, cuja fachada principal, obra de um arquiteto desconhecido, apresenta elementos estilísticos que precedem o neoclassicismo na região. No entanto, acredita-se que a superação do faustoso barroco local, coincida com a presença do francês na ilha Léon Dufourny, estudioso dos templos antigos na ilha, e que, desde 1789, projetou o edifício principal do novo Jardim Botânico de Palermo , com uma pronau em estilo dórico.

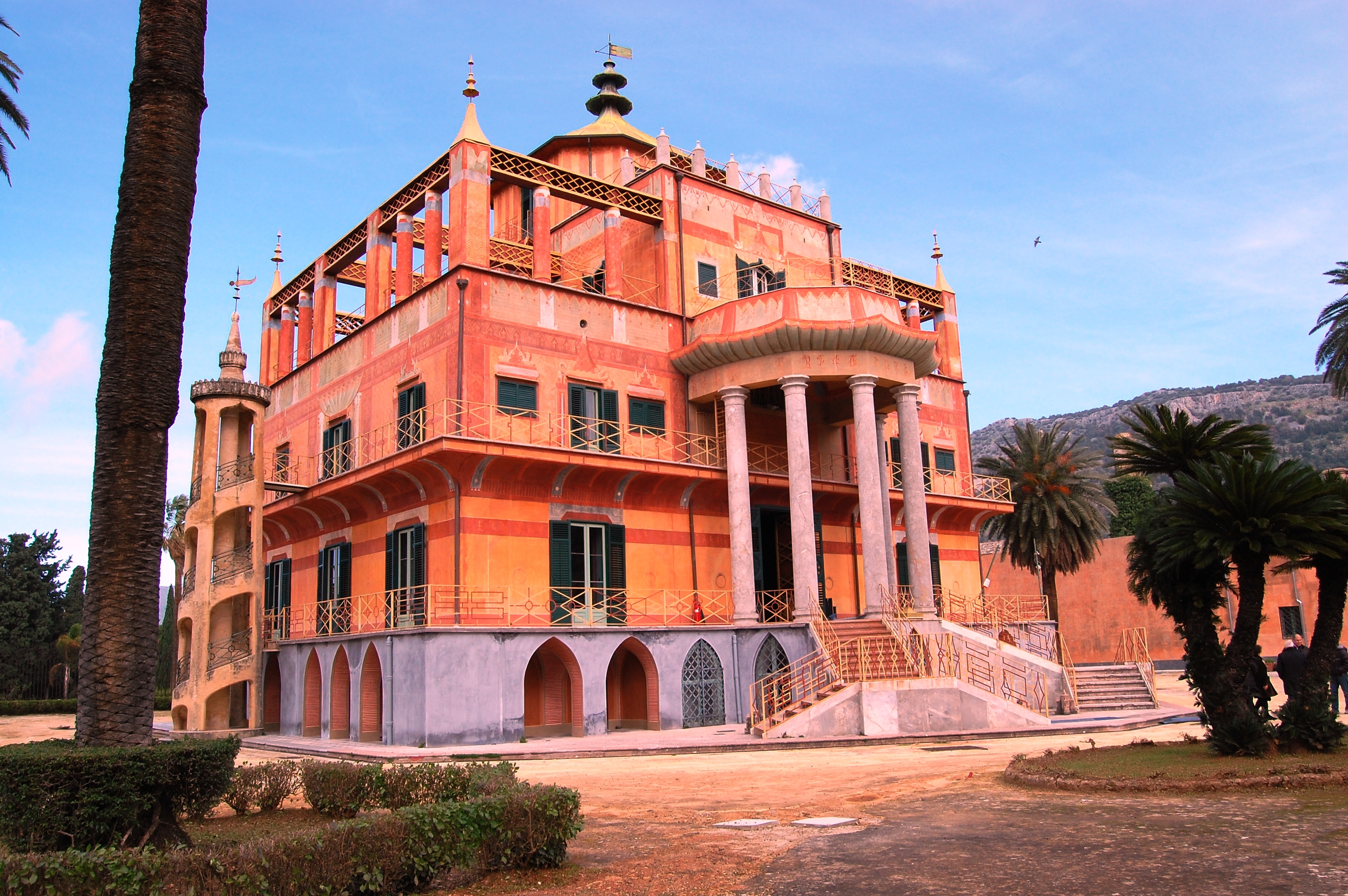
Giuseppe Venanzio Marvuglia, Palazzina Cinese, Palermo

No entanto, a figura mais interessante é a de Giuseppe Venanzio Marvuglia (1729-1814), um aluno de Vanvitelli e um amigo de Duforny, cujos edifícios muitas vezes assumem os valores das mais modernas tendências.  Nas suas obras, os elementos vanvitellianos são combinados com vestígios derivados do classicismo francês, como no caso do oratório de San Filippo Neri em Palermo (1769). Definitivamente francês é o Tepidarium , um pavilhão do Jardim Botânico de Palermo, construído ao lado de Dufourny. Existem também referências a temas exóticos: na chamada Palazzina Cinese (1799-1802) coexistem elementos clássicos e outros elementos derivados da arquitetura oriental, que manifestam a vocação eclética do neoclassicismo siciliano. No jardim do edifício, Marvuglia também construiu uma fonte na forma duma grande coluna dórica encimada pela figura de Hércules . Entre os seus últimos trabalhos lembramos a severa Villa Belmonte, na encosta do Monte Pellegrino, em Palermo. 
Muito mais tarde, e antes pelo ecletismo do século XIX, está a construção, num projeto de Giovan Battista Filippo Basile e seu filho Ernesto, do Teatro Massimo de Palermo (1875-1897), um edifício faraónico adornado por um imponente aparato decorativo e uma cobertura em ferro.

### Toscana

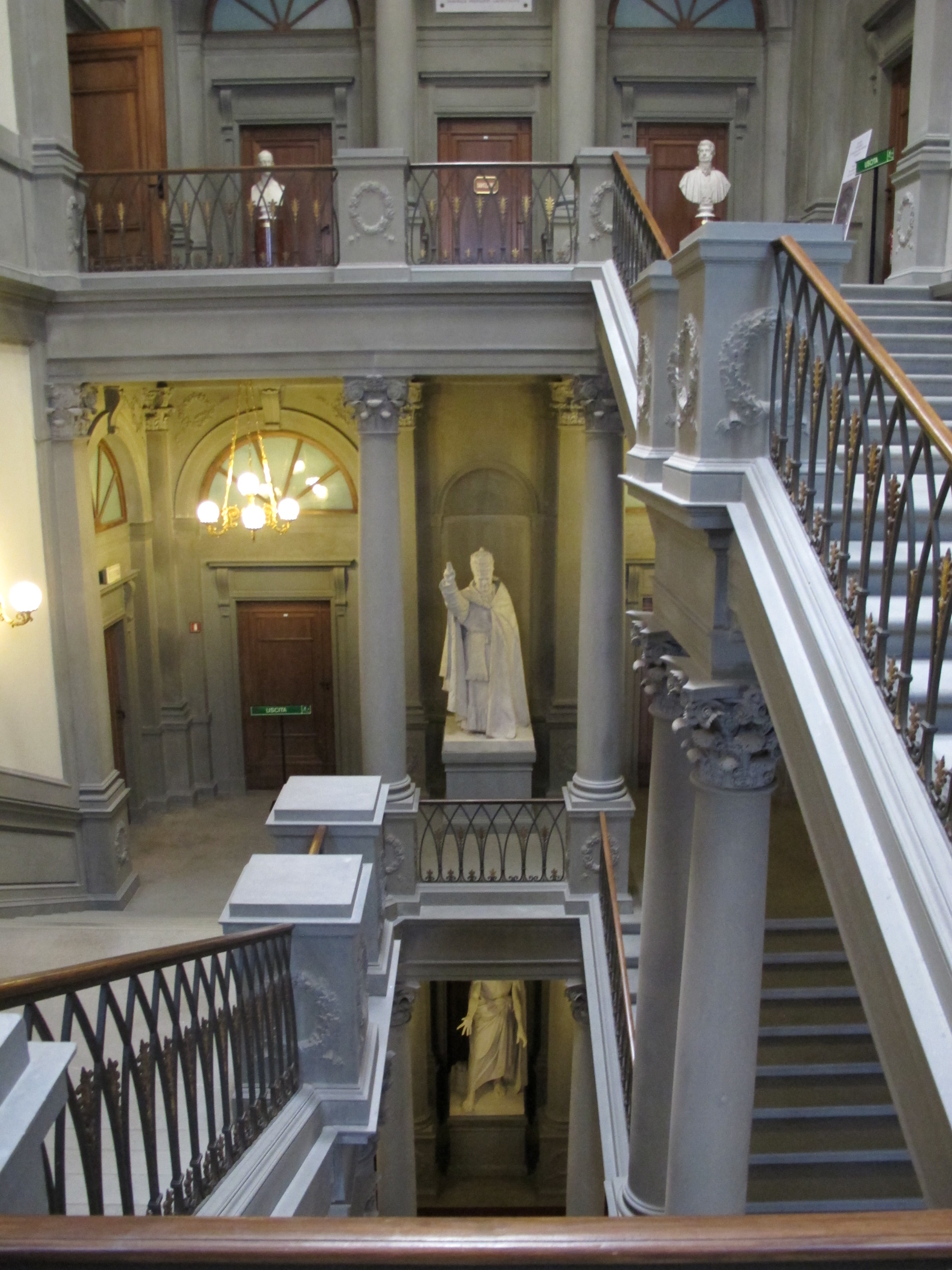
Pasquale Poccianti, escadaria monumental do Palazzo Pitti, Florença

Na segunda metade do século XVIII, Pietro Leopoldo tornou-se grão-duque da Toscana; governante iluminado, concentrou a sua atenção na reforma do Estado, demonstrando uma atitude constante de prudência em relação aos custos das empresas arquitectónicas. Em 1784, fundou a Academia de Belas Artes de Florença, confiando a direção a Gaspare Paoletti, que, embora como continuação da tradição renascentista, pode ser considerado o motivador do gosto neoclássico na Toscana. Paoletti, que ostentava uma excelente preparação tanto no plano arquitectónico como no plano técnico, passou para os seus alunos este duplo propósito, próprio dos anos em que em Paris ocorria a ruptura entre a Académie des Beaux-Arts e a École Polytechnique. Ao contrário de outras regiões, onde nos anos de renovação, os arquitetos muitas vezes vinham de fora, a Academia de Florença formou diretamente os principais arquitectos duma temporada particularmente densa e interessante para o Grão-Ducado da Toscana: Giuseppe Cacialli (1770-1828), Pasquale Poccianti (1774-1858), Luigi de Cambray Digny (1779-1843), Cosme Rossi Melocchi (1758-1820), Giuseppe Valentini (1752-1833), Alessandro Manetti (1787-1865) e Carlo Reishammer (1806-1883) . 
Durante os anos do domínio francês, Giuseppe Cacialli obteve muito sucesso: trabalhou na Villa di Poggio Imperiale, no Palazzo Pitti , no bairro napoleónico do Palazzo Medici Riccardi. Colaborou muitas vezes com Poccianti, embora as respectivas contribuições tenham sido sempre distintas. Assim, enquanto que a Poccianti pertence a parte central da fachada da Villa de Poggio Imperiale, a Cacialli é-lhe conferido mérito por toda a restante obra. No que diz respeito ao canteiro do Palácio Pitti, Cacialli é responsável pelo Salão da Ilíada, de Hércules e pelo banheiro de Maria Teresa; Poccianti é responsável pela conclusão da Palazzina della Meridiana (iniciada por Paoletti), pela sistematização do "rondò di testata" nas laterais da fachada e da escadaria monumental.